# OPPO Find X3
Oppo Find X3和Oppo Find X3 Pro是OPPO制造的Android系統智能手机，Oppo Find X2和Oppo Find X2 Pro的後一代機型，於2021年3月19日正式發售。OPPO Find X3CPU採用高通骁龙870处理器，Oppo Find X3 Pro的CPU則是高通骁龙888处理器。Oppo Find X3支持65W超快闪充和30W无线闪充。